# Netflix Animation
Netflix Animation — американська анімаційна студія та дочірня компанія Netflix. Студія в основному займається виробництвом і розробкою анімаційних програм і художніх фільмів.

## Історія
Коли Netflix почав виробляти оригінальний анімаційний контент у 2013 році, всі вони були вироблені сторонніми компаніями, переважно DreamWorks Animation Television. Однак у листопаді 2018 року було оголошено, що Netflix розробляє оригінальні анімаційні проекти власними силами, зокрема "Клаус" та "Малюк Космік".
У квітні 2022 року Філ Ринда був звільнений зі студії після низки корпоративної боротьби та стратегічних змін всередині Netflix, в результаті чого було скасовано кілька проєктів. Кілька людей зі студії пішли та влаштувались на роботу в Cartoon Network Studios, Nickelodeon Animation Studio, Disney Television Animation, Amazon та Apple TV+, серед інших студій.
У зв'язку з наміром компанії придбати австралійську студію анімації та візуальних ефектів Animal Logic у липні 2022 року, Мелісса Кобб пішла з посади віце-президента з питань кіноанімації, залишаючись на посаді продюсера, а Карен Толівер стала її заміною.
У вересні 2022 року Netflix Animation звільнила 30 співробітників у рамках плану реструктуризації.

## Фільмографія

### Художні фільми
| #  | Назва                                   | Дата випуску           | Директор(и)                       | У співпраці з                                                                            | Анімаційні послуги                   | Примітки |
| -- | --------------------------------------- | ---------------------- | --------------------------------- | ---------------------------------------------------------------------------------------- | ------------------------------------ | --- |
| 1  | Клаус                                   | 15 листопада 2019 р    | Серхіо Паблос                     | Анімаційна студія Серхіо Паблоса Кіно Atresmedia                                         | Н/Д                                  | Авторське право Серхіо Паблоса                                                                                                   |
| 2  | Сім'я Віллобі                           | 22 квітня 2020 р       | Кріс Пірн                         | Bron Animation Creative Wealth Media                                                     | Bron Animatin                        | За мотивами однойменного роману Лоїс Лоурі                                                                                       |
| 3  | По місяцю                               | 23 жовтня 2020 р       | Глен Кін                          | Студія «Перлина». Dentsu International Sony Pictures Imageworks Glen Keane Productions   | Sony Pictures Imageworks             | |
| 4  | Хлопчик-алігатор Арло                   | 16 квітня 2021 р       | Райан Крего                       | Titmouse, Inc.                                                                           | Н/Д                                  | Приквел до серіалу I Heart Arlo                                                                                                  |
| 5  | Америка: Кінофільм                      | 30 червня 2021 р       | Метт Томпсон                      | Lord Miller Productions Вільна асоціація Floy County Productions Jittery Dog Productions | Combo Estúdio                        | |
| 6  | Назад у глибинку                        | 10 грудня 2021 р       | Клер Найт Гаррі Кріппс            | Reel FX Animation Studios Картинки Weed Road                                             | Reel FX Creative Studios             | |
| 7  | Аполлон 10 1⁄2: Дитинство космічної ери | 1 квітня 2022 р        | Річард Лінклейтер                 | Minnow Mountain Підводний човен Делюкс                                                   | Н/Д                                  | |
| 8  | Морський звір                           | 8 липня 2022 р         | Кріс Вільямс                      | Sony Pictures Imageworks                                                                 | Sony Pictures Imageworks             | |
| 9  | Венделл і Вайлд                         | 28 жовтня 2022 року    | Генрі Селік                       | Генрі Селік Джордан Піл                                                                  | ShadowMachine Stoopid Buddy Stoodios | За мотивами неопублікованої книги Генрі Селіка та Клея Маклеода Чепмена                                                          |
| 10 | Татів дракон                            | 11 листопада 2022 року | Нора Тумі                         | Мег ЛеФов Джон Морган                                                                    | Cartoon Saloon                       | За мотивами однойменного роману Рут Стайлз Ганнетт                                                                               |
| 11 | Піноккіо Ґільєрмо дель Торо             | 9 грудня 2022 року     | Гільєрмо дель Торо Марк Ґастафсон | Компанія Джима Хенсона ShadowMachine Double Dare You Productions                         | ShadowMachine                        | На основі італійського роману 1883 року «Пригоди Піноккіо» Карло Коллоді та дизайну Ґріса Грімлі з його видання роману 2002 року |
| 12 |                                         |                        |                                   |                                                                                          |                                      | |
| 13 |                                         |                        |                                   |                                                                                          |                                      | |
| 14 |                                         |                        |                                   |                                                                                          |                                      | |
| 15 |                                         |                        |                                   |                                                                                          |                                      | |

#### Майбутні художні фільми
| Назва                  | Дата випуску      | Директор(и)                       | У співпраці з                                                                                                   | Примітки                                                                                            |
| ---------------------- | ----------------- | --------------------------------- | --- | --------------------------------------------------------------------------------------------------- |
| Wendell & Wild         | 28 жовтня 2022 р. | Генрі Селік                       | Monkeypaw Productions Gotham Group Principato-Young Entertainment                                               | [ 1 ]                                                                                               |
| Дракон мого батька     | листопад 2022 р   | Нора Тумі                         | Cartoon SaloonMockingbird Pictures Parallel Films                                                               | За мотивами однойменного роману Рут Стайлз Ганнет                                                   |
| Скрудж: Різдвяна пісня | 2 грудня 2022 р   | Стівен Доннеллі                   | Timeless Films                                                                                                  | |
| Піноккіо               | 9 грудня 2022 р.  | Гільєрмо дель Торо Марк Густафсон | Компанія Джима Хенсона PathéShadowMachine Double Dare You Productions Ель Таллер де Чучо Necropia Entertainment | На основі дизайну Ґріса Грімлі з його видання 2002 року італійського роману Карло Коллоді 1883 року |
| Високо в хмарах        | 2023 рік          | Тімоті Рекарт                     | Gaumont Animation                                                                                               | За мотивами однойменного роману Пола Маккартні                                                      |
| Король Мавп            | 2023 рік          | Ентоні Стакі                      | Reel FX Animation Studios                                                                                       | |

#### В розробці
| Назва | Директор(и)                    | У співпраці з                                             | Примітки                                                                      |
| --- | ------------------------------ | --------------------------------------------------------- | ----------------------------------------------------------------------------- |
| Ембер | Серхіо Паблос                  | Анімаційна студія Серхіо Паблоса                          |                                                                               |
| Втеча з капелюха | Марк Осборн                    |                                                           | За мотивами однойменного роману Адама Клайн                                   |
| Жолоб | Патрік Осборн                  | Студія Blur The Chernin Group                             | За мотивами однойменної серії коміксів Еріка Пауелла                          |
| Я, чихуахуа | Хорхе Р. Гутьєррес             | Мексополіс                                                |                                                                               |
| Слон чарівника | Венді Роджерс                  | Логіка тварин                                             | За мотивами однойменного роману Кейт ДіКамілло                                |
| Пашміна | Гуріндер Чадха                 | Гайд Парк Розваги Bend It Films                           | За мотивами однойменного роману Нідхі Чанані                                  |
| style="background: #DDF; Колір: чорний; vertical-align: middle; text-align: center; " class="no table-no2"\|В очікуванні | Penguin Random House           | За мотивами роману Браяна Жака « Червона стіна »          |                                                                               |
| Кроки | Аліса Цзю                      | Paper Kite Productions                                    |                                                                               |
| style="background: #DDF; Колір: чорний; vertical-align: middle; text-align: center; " class="no table-no2"\|В очікуванні |                                | За мотивами однойменної книжки з картинками Люпіти Ніонго |                                                                               |
| Те Різдво | Симон Отто                     | Анімація слюсаря DNEG Animation                           | За мотивами однойменної книги Річарда Кертіса                                 |
| Єдиноріг Тельма | Джаред Гесс Лінн Ван           | Схоластичні розваги Зображення Mikros                     | За мотивами однойменної книги Аарона Блебі                                    |
| Твіти | Енніо Торресан молодший        |                                                           | Спочатку планувався як телесеріал; за мотивами однойменної книги Роальда Дала |
| style="background: #DDF; Колір: чорний; vertical-align: middle; text-align: center; " class="no table-no2"\|В очікуванні |                                | [ 18 ]                                                    |                                                                               |
| Фільм Стіва Бокса без назви                                                                                              | Стів Бокс                      | Анімація SuperProd                                        | [ 16 ]                                                                        |
| Фільм Ультрамен без назви                                                                                                | Шеннон Тіндл </br> Джон Аосіма | Tsuburaya Productions </br> Індустріальне світло та магія |                                                                               |
| Хлопчик-відьма | Мінкю Лі                       | Vertigo Entertainment                                     | Засновано на першій частині трилогії графічного роману Моллі Нокс Остертаг    |

### Телесеріал
| #  | Назва                                | Творець(и) / Шоураннер(и)           | Сезон/ Епізод          | Час серії  | Премьера          | Finale         | Co-production with                                                                      | Notes                                                                     |
| -- | ------------------------------------ | ----------------------------------- | ---------------------- | ---------- | ----------------- | -------------- | --------------------------------------------------------------------------------------- | ------------------------------------------------------------------------- |
| 1  | Trash Truck                          | Max Keane                           | 2 сезони, 28 епізодів  | 10–17 min. | 10 листопада 2020 | 4 травня 2021  | Glen Keane Productions                                                                  | Ended                                                                     |
| 2  | Kid Cosmic                           | Craig McCracken                     | 3 seasons, 24 episodes | 17–25 min. | 2 лютого 2021     | 3 лютого 2022  | CMCC Cartoons                                                                           | Ended                                                                     |
| 3  | City of Ghosts                       | Elizabeth Ito                       | 1 season, 6 episodes   | 18–20 min. | 5 березня 2021    | 5 березня 2021 | TeamTO                                                                                  | Canceled                                                                  |
| 4  | We the People                        | Chris Nee                           | 1 season, 10 episodes  | 4–5 min.   | 4 липня 2021      | 4 липня 2021   | Higher Ground Productions Khalabo Ink Society Laughing Wild                             | Ended                                                                     |
| 5  | Ridley Jones                         | Chris Nee                           | 3 seasons, 20 episodes | 27–28 min. | 13 липня 2021     | Present        | Brown Bag Films Laughing Wild                                                           | Ongoing                                                                   |
| 6  | Centaurworld                         | Megan Nicole Dong                   | 2 seasons, 18 episodes | 25–73 min. | 30 липня 2021     | 7 грудня 2021  | Sketchshark Productions                                                                 | Ended                                                                     |
| 7  | I Heart Arlo                         | Ryan Crego                          | 1 season, 19 episodes  | 14–25 min. | 27 серпня 2021    | Present        | Titmouse, Inc.                                                                          | Follow-up to the film Arlo the Alligator Boy                              |
| 8  | Ada Twist, Scientist                 | Kerri Grant                         | 3 seasons, 18 episodes | 29 min.    | 28 вересня 2021   | Present        | Laughing Wild, Brown Bag Films, Wonder Worldwide, and Higher Ground Productions         | Ongoing                                                                   |
| 9  | A Tale Dark &amp; Grimm              | Simon Otto Doug Langdale            | 1 season, 10 episodes  | 27–30 min. | 8 жовтня 2021     | Present        | Boat Rocker Studios, Novo Media Group, and Astro-Nomical Entertainment                  | Based on the children's book series of the same name by Adam Gidwitz      |
| 10 | Karma's World                        | Chris Bridges                       | 3 seasons, 32 episodes | 13 min.    | 15 жовтня 2021    | Present        | Brown Bag Films, Creative Affairs Group, and Karma's World Entertainment                | Ongoing; Season 4 due to premiere on September 22, 2022                   |
| 11 | Inside Job                           | Shion Takeuchi                      | 1 season, 10 episodes  | 26-31 min. | 22 жовтня 2021    | Present        | Taco Gucci                                                                              | Animation services by Jam Filled Entertainment; Season 1 ongoing; renewed |
| 12 | Dogs in Space                        | Jeremiah Cortez                     | 2 seasons, 20 episodes | 20-25 min. | 18 листопада 2021 | Present        | GrizzlyJerr Productions                                                                 | Animation services by Atomic Cartoons                                     |
| 13 | The Cuphead Show!                    | Dave Wasson                         | 2 seasons, 25 episodes | 14-22 min. | 18 лютого 2022    | Present        | King Features Syndicate and Studio MDHR                                                 | Based on the 2017 video game Cuphead; renewed for final season            |
| 14 | Battle Kitty                         | Matt Layzell Paul Layzell           | 1 season, 9 episodes   | 22-54 min. | 19 квітня 2022    | Present        | Choice Provisions, Higher Ground Productions, and Laughing Wild                         | Interactive animated series                                               |
| 15 | Samurai Rabbit: The Usagi Chronicles | Doug Langdale Candie Kelty Langdale | 2 seasons, 20 episodes | 24–26 min. | 28 квітня 2022    | Present        | Gaumont Animation, Atomic Monster Productions, and Dark Horse Entertainment             | Loosely based on the Usagi Yojimbo comic books by Stan Sakai; ongoing     |
| 16 | Dead End: Paranormal Park            | Hamish Steele                       | 1 season, 10 episodes  | 25-31 min. | June 16, 2022     | Present        | Blink Industries                                                                        | Ongoing; Season 2 due to premiere on October 13, 2022                     |
| 17 | Farzar                               | Roger Black Waco O'Guin             | 1 season, 10 episodes  | 25-29 min. | July 15, 2022     | Present        | Bento Box Entertainment, Damn! Show Productions, and Odenkirk Provissiero Entertainment | Ongoing                                                                   |
| 18 | Super Giant Robot Brothers           | Víctor Maldonado Alfredo Torres     | 1 season, 10 episodes  | 24-27 min. | August 4, 2022    | Present        | Reel FX Creative Studios and Assemblage Entertainment                                   | Ongoing                                                                   |

#### Майбутні телесеріали
| Назва | Творець(и) / Шоураннер(и)                      | Дата випуску      | У співпраці з                                                            | Примітки                                                |
| --- | ---------------------------------------------- | ----------------- | ------------------------------------------------------------------------ | ------------------------------------------------------- |
| Диваки | Джеймс Реллісон Ітан Бенвіль                   | 7 жовтня 2022 р   | Atomic Cartoons                                                          | [ 25 ]                                                  |
| Рейнджери духів | Карісса Валенсія                               | 10 жовтня 2022 р. | Laughing Wild і Superprod анімація                                       | [ 27 ]                                                  |
| Даніель Зачарований | Метт Фернандес                                 | 27 жовтня 2022 р. | Boat Rocker Studios і Industrial Brothers                                |                                                         |
| Магія: Збір | Джефф Клайн                                    | 2022 рік          | Octopie Network, Bardel Entertainment і Entertainment One                | [ 28 ]                                                  |
| Oni: Thunder God's Tale                                                                                                  | Дайсуке Цуцумі                                 | 2022 рік          | Tonko House LLC                                                          |                                                         |
| їжак Сонік | Джо Кейсі Джо Келлі Дункан Руло Стівен Т. Сігл | 2022 рік          | Sega of America, WildBrain Studios і Man of Action Entertainment         |                                                         |
| Dragon Age: Absolution                                                                                                   | Мейргрід Скотт                                 | Грудень 2022      | BioWare та Будинок культури Red Dog                                      | Заснований на франшизі відеоігор Dragon Age від BioWare |
| Кошенята, що вибухають                                                                                                   | Метью Інман Шейн Косаковскі                    | 2023 рік          | Бандера Розваги                                                          |                                                         |
| style="background: #DDF; Колір: чорний; vertical-align: middle; text-align: center; " class="no table-no2"\|В очікуванні | Boom! Studios and Polygon Pictures             | 2023 рік          | За мотивами серії коміксів «Mech Cadet Yu» Грега Пака та Такеші Міядзави |                                                         |
| Мій тато мисливець за головами                                                                                           | Еврет Даунінг мл. Патрік Гарпін                | 2023 рік          | Dwarf Animation Studio                                                   | [ 30 ]                                                  |

#### Телесеріали в розробці
| Назва                                   | Творець(и) / Шоураннер(и)    | У співпраці з                                                                     | Примітки                                                                   |
| --------------------------------------- | ---------------------------- | --------------------------------------------------------------------------------- | -------------------------------------------------------------------------- |
| Untitled Alex Hirsch show               | Alex Hirsch                  |                                                                                   | [ 31 ]                                                                     |
| Army of the Dead: Lost Vegas            | Jay Oliva                    | Meduzarts Animation and The Stone Quarry                                          | Anime-style prequel series to the film Army of the Dead                    |
| Bad Crimes                              | Nicole Silverberg            | Bandera Entertainment                                                             | [ 33 ]                                                                     |
| Bad Dinosaurs                           | Simone Giampaolo             | Snafu Pictures                                                                    |                                                                            |
| Blue Eye Samurai                        | Michael Green Amber Noizumi  | 3 Arts Entertainment                                                              | [ 34 ]                                                                     |
| Captain Fall                            | Jon Helgaker Jonas Torgersen | LuxAnimation                                                                      | [ 35 ]                                                                     |
| Captain Laserhawk: A Blood Dragon Remix | Adi Shankar                  | Ubisoft and Bobbypills                                                            | Anime-style series; based on the 2013 video game "Far Cry 3: Blood Dragon" |
| Ghee Happy                              | Sanjay Patel                 |                                                                                   | [ 36 ]                                                                     |
| Heaven's Forest                         | Warren Ellis                 | Powerhouse Animation Studios                                                      | [ 37 ]                                                                     |
| Horton Hears a Who!                     | Dustin Ferrer                | Dr. Seuss Enterprises                                                             | Based on the book of the same name by Dr. Seuss                            |
| Line Friends                            | Aram Yacoubian               | Kickstart Entertainment                                                           | [ 39 ]                                                                     |
| Untitled Martin the Warrior series      | В очікуванні                 | Penguin Random House                                                              | Based on the sixth Redwall novel "Martin the Warrior" by Brian Jacques     |
| Mermaid Magic                           | Iginio Straffi               | Rainbow SPA                                                                       | [ 16 ]                                                                     |
| One Fish, Two Fish, Red Fish, Blue Fish | Dustin Ferrer                | Dr. Seuss Enterprises                                                             | Based on the book of the same name by Dr. Seuss                            |
| The Seven Bears                         | Robert Vargas                | Folivari                                                                          | Based on "The Seven Squat Bears" graphic novels by Émile Bravo             |
| Skull Island                            | В очікуванні                 | Legendary Television, Powerhouse Animation Studios, and Tractor Pants Productions | Anime-style series; part of Legendary Entertainment's MonsterVerse         |
| Untitled BRZRKR series                  | Keanu Reeves                 | Boom! Studios                                                                     | Anime-style series; follow-up to its live-action film adaptation           |
| Untitled Far Cry series                 | В очікуванні                 | Ubisoft                                                                           | Anime-style series; based on the Far Cry video game franchise              |
| Untitled Splinter Cell series           | В очікуванні                 | Ubisoft                                                                           | Anime-style series; based on the Splinter Cell video game franchise        |
| Untitled Terminator series              | Mattson Tomlin               | Skydance Media                                                                    | Anime-style series; animation services by Production I.G                   |
| Tomb Raider                             | В очікуванні                 | Square Enix and Legendary Television                                              | Anime-style series; follow-up to its video game reboot trilogy             |
| Шалена середа (книжка)                  | Dustin Ferrer                | Dr. Seuss Enterprises                                                             | Based on the book of the same name by Dr. Seuss                            |
| Wereworld                               | Tom Brass                    | Jellyfish Pictures and Lime Pictures                                              | Based on the novel series of the same name by Curtis Jobling               |

### Мінісеріал
| Назва         | Творець / Шоураннер | епізоди | Час виконання | Дата прем'єри    | У співпраці з                                     | Примітки    |
| ------------- | ------------------- | ------- | ------------- | ---------------- | ------------------------------------------------- | ----------- |
| Майя і Трійця | Хорхе Р. Гутьєррес  | 9 серій | 33-44 хвилини | 22 жовтня 2021 р | Maya Entertainment, Mexopolis і Tangent Animation | мінісеріал. |

#### Майбутні
| Назва                               | Творець / Шоураннер | Дата випуску | У співпраці з                          | Примітки                                                                |
| ----------------------------------- | ------------------- | ------------ | -------------------------------------- | ----------------------------------------------------------------------- |
| Міні-серіал про Астерікса без назви | Ален Шабат          | 2024         | Les Éditions Dargaud і TAT Productions | За мотивами серії коміксів « Астерікс » Рене Госінні та Альберта Удерзо |

### Спец
| Назва | Дата випуску    | Творець(и) / Розробник(и)                                        | У співпраці з | Примітки                                                            |
| ----- | --------------- | ---------------------------------------------------------------- | ------------- | ------------------------------------------------------------------- |
| Дім   | 14 січня 2022 р | Палома Баеза Нікі Ліндрот фон Бар Марк Джеймс Роелс Емма де Суеф | Nexus Studios | Спеціальний фільм-антологія, що складається з трьох окремих історій |

#### Майбутні
| Назва                   | Дата випуску       | Творець(и) / Розробник(и) | У співпраці з                                    | Примітки        |
| ----------------------- | ------------------ | --- | ------------------------------------------------ | --------------- |
| Ентергалактичний        | 30 вересня 2022 р. | Малюк Куді </br> Кенія Барріс | Mad Solar, Khalabo Ink Society та DNEG Animation | Антологія серії |
| Ми втратили нашу людину | 2023               | style="background: var(--background-color-interactive, #ececec); color: var(--color-base, #202122); vertical-align: middle; text-align: center; " class="table-na" \| Н/Д | Інтерактивна фантастика                          |                 |

#### В розробці
| Назва                      | Творець(и) / Розробник(и) | У співпраці з         | Примітки                                   |
| -------------------------- | ------------------------- | --------------------- | ------------------------------------------ |
| "Снитчі" та інші історії   | Дастін Феррер             | Dr. Seuss Enterprises | За мотивами однойменних книг доктора Сьюза |
| Лось великого серця Тідвік | Дастін Феррер             | Dr. Seuss Enterprises | За мотивами однойменних книг доктора Сьюза |

### Шорти
| # | Назва      | Дата випуску     | Директор          | У співпраці з          | Примітки                                                          |
| - | ---------- | ---------------- | ----------------- | ---------------------- | ----------------------------------------------------------------- |
| 1 | Полотно    | 11 грудня 2020 р | Френк Е. Ебні III | Chainwheel Productions |                                                                   |
| 2 | Кіт-злодій | 22 лютого 2022 р | Джеймс Боумен     | Злом і кістки          | Анімаційні послуги Boulder Media Limited; інтерактивна фантастика |

### Скасовані проекти
| #  | Назва | Творець(и) / Шоураннер(и) | Оголошено                                                                           | Статус    | Примітки                                                                                        |
| -- | --- | --- | ----------------------------------------------------------------------------------- | --------- | ----------------------------------------------------------------------------------------------- |
| 1  | Підняти планку! | Фернанда Фрік | Червень 2018                                                                        | Скасовано | Netflix припинив свою розробку ще на початку 2020 року; натомість адаптований у графічний роман |
| 2  | Праця та неприємності | Лорен Фауст\| style="background: var(--background-color-interactive, #ececec); color: var(--color-base, #202122); vertical-align: middle; text-align: center; " class="table-na" \| Н/Д | Скасовано новою адміністрацією Netflix під час виробництва в 2021 році              | Скасовано |                                                                                                 |
| 3  | Кістка | Джефф Сміт | Жовтень 2019                                                                        | Скасовано | Скасовано під час реорганізації Netflix Animation                                               |
| 4  | Дари і прокляття | Джейдіп Хасраджані | Травень 2021                                                                        | Скасовано | Спочатку було заплановано на 2023 рік; виробництво скасовано у квітні 2022 року                 |
| 5  | Діно дитячий садок | Джефф Кінг | Жовтень 2020                                                                        | Скасовано | Виробництво скасовано у квітні 2022 року                                                        |
| 6  | Перлина | Аманда Ринда | Липень 2021                                                                         | Скасовано | Виробництво припинено в травні 2022 року                                                        |
| 7  | Крила вогню | Ден Мілано Кріста Старр Джастін Рідж | Квітень 2021                                                                        | Скасовано | За мотивами однойменного циклу романів Туї Сазерленд ; виробництво скасовано в травні 2022      |
| 8  | Антирасистська дитина | Кріс Ні | Січень 2021                                                                         | Скасовано | За мотивами однойменного роману Ібрама Кенді ; виробництво скасовано в травні 2022              |
| 9  | style="background: var(--background-color-interactive, #ececec); color: var(--color-base, #202122); vertical-align: middle; text-align: center; " class="table-na" \| Н/Д\| style="background: var(--background-color-interactive, #ececec); color: var(--color-base, #202122); vertical-align: middle; text-align: center; " class="table-na" \| Н/Д | Художня екранізація за мотивами однойменного роману Адама Клайна; виробництво скасовано в травні 2022                                                                                   |                                                                                     | Скасовано |                                                                                                 |
| 10 | Кунг-фу Космічний удар | style="background: var(--background-color-interactive, #ececec); color: var(--color-base, #202122); vertical-align: middle; text-align: center; " class="table-na" \| Н/Д               | Наступний міні-серіал після «Майя і троє»; виробництво скасовано в травні 2022 року | Скасовано |                                                                                                 |